# NGC 3686
NGC 3686 este o galaxie spirală situată în constelația Leul. A fost descoperită în 14 martie 1784 de către William Herschel. Se află la o distanță de 21,4 de megaparseci de Pământ.